# سیارک ۴۰۷۴
سیارک ۴۰۷۴ (به انگلیسی: 4074 Sharkov، نامگذاری:1981UN11) چهار هزار و هفتاد و چهارمین سیارک کشف شده‌است که در ۲۲ اکتبر ۱۹۸۱ کشف شد.
قدر مطلق سیارک برابر ۱۲٫۰۰ است.